# 간인 스미히토
간인 스미히토(閑院純仁, 1902년 8월 3일 ~ 1988년 6월 18일)는 일본의 옛 황족이다. 예비역 일본 육군 소장. 거합도인, 검도인. 전일본 거합도 연맹 제2대 회장. 간인노미야 고토히토 친왕의 제2왕자이며 산조 사네토미 공작의 외손이다. 영전(栄典)으로는 대훈위 공4급.
전후 황적이탈되어 성씨를 간인노미야에서 간인(閑院)으로 개성하였고 이후 이름을 하루히토(春仁)에서 스미히토로 개명하였다.

## 생애
하루히토 왕은 도쿄부 도쿄시에서 간인노미야 고토히토 친왕의 슬하 2남 5녀 중 제2왕자로 출생하였다. 가쿠슈인 초등과를 건강상의 이유로 장기 휴학하였고 이후 가나자와현립 오다와라 중학교를 거쳐 1924년 육군사관학교 36기생으로서 병과는 기병로 졸업하였고 근위육군연대에서 견습사관으로 복무하였다. 동년 10월 육군기병소위로 임관하였다.
1932년 11월 육군대학교를 44기로 졸업하였고 중일 전쟁 당시 육군기병소령 북지나 방면군 참모로 참전하였다. 육군대학교 교관을 거치며 1941년 4월에 신설된 총력전 연구소에서 청강하였고 동년 8월 육군대령으로 진급하였다. 태평양 전쟁이 개전 된 후인 1942년 10월 전차 제5연대 대대장에 보직되었고 1945년 8월 전차 제4사단 사단장에 보직되었다. 그의 사단은 일본 전역 구주쿠리 해변을 중심으로 지바현을 지키는 것이었다. 제2차 세계대전 종전 후에는 쇼와 천황의 대리로 사이공에 파견되었다.
동년 11월 11일 히가시쿠니노미야 나루히코 왕는 패전의 책임을 지어 황족의 신분을 벗어나는 뜻임을 표명했다. 가야노미야 쓰네노리 왕도 이에 동조하였다. 이에 반해 하루히토 왕은 이러한 움직임에 반발하였고 하루히토에 동조하는 황족도 많았다. 당시의 궁내대신 이시와타 소타로도 신적강하의 칙허는 얻을 수 없다는 견해를 표명하였다. 하지만 이왕가의 외척 나시모토노미야 모리마사 왕이 전범으로 지명되며 천황, 황족도 전후 책임을 면할 수 없음을 명시했다. 일본국헌법 시행 5개월 뒤 황실회의 심의를 거쳐 11궁가 출신 황족 51명의 신적강하가 결정되었다.
신적강하 이후 성씨를 간인으로 바꾸고 도쿄 나가타초를 떠나 오다와라로 거취를 옮기게 된다. 1951년 하루히토의 여동생 가초 하나코(화족제도폐지 이전 후작부인)와 그의 남편 가초 히로노부(화족제도폐지 이전 후작)의 이혼문제가 발생하고 1957년 하루히토의 부인 나오코의 가출로 하루히토의 동성애 스캔들이 발생했다. 1958년 하루히토는 스미히토로 개명하였고 이혼재판 이루 1966년 이혼에 합의하였다.
말년까지 조용한 여생을 보내다 1988년 6월 18일 오다와라시립 병원에서 직장암으로 서거하였다. 이로서 1710년 이래로 278년 지속된 간인노미야는 멸문하였다.